# Danh sách cuộc nhường ngôi trong lịch sử Triều Tiên và Hàn Quốc
Dưới đây là danh sách ghi nhận về những cuộc nhường ngôi trên bán đảo Triều Tiên trong lịch sử, hiện bán đảo này bị chia cắt thành 2 nước là Cộng hòa dân chủ nhân dân Triều Tiên và Hàn Quốc lấy vĩ tuyến 38 làm biên giới quân sự tạm thời.

## Tự nguyện nhường ngôi

### Nhường ngôi nhưng vẫn giữ quyền nhiếp chính
1. Năm 1418, Triều Tiên Thái Tông Lý Phương Viễn sau 18 năm cai quản quốc gia đã làm cho kinh tế phồn thịnh nhân dân an cư lạc nghiệp, ông quyết định nhường ngôi cho con trai thứ 3 là Lý Tạo rồi lui về hậu cung với vị trí Thái thượng vương[1][2]. Tuy nhiên ông vẫn nắm giữ quyền hành tối cao chính trong những vẫn đề quan trọng của triều đình, bốn năm sau, ông tạ thế, thọ 56 tuổi[3][4].

### Nhường ngôi bởi ốm đau bệnh tật
1. Năm 165, Cao Câu Ly Thái Tổ Đại Vương Cao Cung lâm trọng bệnh, ông nhường ngôi cho em út là Toại Thành. Ít lâu sau, ông mất, thọ 119 tuổi[5][6]
2. Năm 861, Tân La Hiến An Vương Kim Nghị Tĩnh lâm trọng bệnh, ông nhường ngôi cho một người trong họ là Kim Ưng Liêm, ông mất sau đó không lâu.[7][8]
3. Năm 949, Cao Ly Định Tông Vương Nghiêu lâm trọng bệnh, ông nhường ngôi cho em là Vương Chiêu, ít lâu sau ông mất ở tuổi 26.[9]
4. Năm 981, Cao Ly Cảnh Tông Vương Trụ lâm trọng bệnh, ông nhường ngôi cho một người trong họ là Vương Trị, ít lâu sau ông mất ở tuổi 27.[9]
5. Năm 1095, Cao Ly Hiến Tông Vương Dục mắc bệnh nan y, ông nhường ngôi cho chú là Vương Ngung, ông mất năm 1097 ở tuổi 14.[10][11]
6. Năm 1146, Cao Ly Nhân Tông Vương Khải lâm trọng bệnh, ông nhường ngôi cho thái tử Vương Hiện, ít lâu sau ông mất ở tuổi 38[12]
7. Năm 1204, Cao Ly Thần Tông Vương Trác lâm trọng bệnh, ông nhường ngôi cho con trai là Vương Anh, ông mất ngay sau đó, thọ 61 tuổi.[13][14]
8. Năm 1468, Triều Tiên Thế Tổ Lý Nhu ngã bệnh, ông nhường ngôi cho con trai thứ là Lý Hoảng. Ngay ngày hôm sau, Lý Nhu mất, thọ 52 tuổi.[15][16][17]
9. Năm 1544, Triều Tiên Trung Tông Lý Dịch mắc bệnh, ông nhường ngôi cho Thái tử Lý Cáo. Ngay chiều hôm ấy, Lý Dịch mất, thọ 56 tuổi.[18][19][20]
10. Năm 1545, Triều Tiên Nhân Tông Lý Cáo lâm bệnh nặng, ông nhường ngôi cho em là Lý Hoàn, ông mất sau đó ít lâu ở tuổi 31.[19][21][22]

### Nhường ngôi do tác động từ ngoại cảnh
1. Năm 1313, Cao Ly Trung Tuyên Vương Vương Chương thoái ngôi lần thứ hai, ông trao ngai vàng cho con trai là Vương Đảo, tự xưng là Thái úy vương.[23] Ông phục vị sau cái chết của cha cũng không mặn mà lắm với việc triều chính, nguyên nhân khiến sau này ông sang hẳn Nguyên triều định cư vì từ lần thoái nhiệm trước đã gắn bó với Trung Quốc rồi. Ngay từ khi còn ở ngôi, ông vẫn thường xuyên sang Đại Đô mà không chịu về triều quản lý quốc sự. Ông từng bị lưu đày ra Tây Tạng một thời gian ngắn sau khi Nguyên Nhân Tông băng hà, cuối cùng ông được thả ra và sống ở Đại Đô cho đến khi kết thúc cuộc đời, thọ 51 tuổi.[24]
2. Năm 1330, Cao Ly Trung Túc Vương Vương Đảo từ nhiệm, ngôi vị được nhường lại cho con trai ông là Vương Trinh, sau đó Vương Đảo sang kinh thành Đại Đô của nhà Nguyên sinh sống. Nguyên nhân sâu xa của việc này là bởi năm 1321 Trung Túc Vương đã có con trai là Trung Huệ Vương. Điều này khiến cho thái tử trước đây của Cao Ly là Vương Cảo (Wang Go) lập liên minh với Nguyên Anh Tông, và Trung Túc Vương bị giam giữ vào năm 1321. Tuy nhiên, Nguyên Anh Tông đã bị ám sát vào năm 1323 và kế hoạch bị hủy bỏ. Trung Túc Vương đã được cho phép trở về Cao Ly vào năm 1325, bởi những vấn đề trên khiến ông chán nảnn nên xin phép thiên tử cho mình thoái vị. Tuy nhiên, năm 1332, Nguyên Thái Định Đế phế truất Cao Ly Trung Huệ Vương Vương Trinh, đưa Vương Đảo trở về nước phục vị[25]. Lần này, Vương Đảo ngự trị trên ngai vàng được 7 năm thì băng hà, hưởng dương 46 tuổi[26]
3. Năm 1400, Triều Tiên Định Tông Lý Phương Quả tuyên bố từ nhiệm,[27] tuy ông ngồi trên ngai vàng 2 năm nhưng thực tế binh quyền đều nằm trong tay người em trai thứ 5 là Lý Phương Viễn.[28] Nguyên nhân chính dẫn đến việc thoái vị của Định Tông là do người con thứ tư của Thái Tổ là Hoài An Đại Quân Lý Phương Cán tạo phản gây ra vụ "Canh Thìn tịnh xã" nhằm tranh ngôi với Lý Phương Viễn. Sau khi dẹp yên Lý Phương Cán, Lý Phương Viễn tiếp nhận ngôi vị của Định Tông. Định Tông lui về làm Thái thượng vương được 19 năm thì tạ thế, thọ 63 tuổi.[29][30]

## Không tự nguyện nhường ngôi
1. Tháng 6 năm 897, Tân La Chân Thánh nữ vương Kim Mạn bị quần thần bức phải thoái vị để nhường ngôi cho thái tử Kim Nghiêu [31], nguyên nhân sự việc này là bởi bà có hành vi đạo đức đồi bại và dâm đãng, từng hối lộ để đưa các chàng trai dễ thương vào hậu cung để dâm ô với họ.[32] Giai đoạn Kim Mạn ngự trị cũng là lúc kết thúc cục diện "Tân La thống nhất", bán đảo Triều Tiên bị phân liệt thành "hậu Tam Quốc", tháng 12 năm đó bà qua đời, không rõ dương thọ bao nhiêu.[33]
2. Giữa năm 1298, do các biến cố trong cung đình bắt nguồn từ khi Trang Mục vương hậu đột ngột qua đời,[34] Cao Ly Trung Liệt Vương Vương Xuẩn bị các triều thần gây áp lực nên dâng biểu sang Đại Đô xin phép Nguyên Thành Tông cho mình được thoái vị để nhường ngai vàng cho Thế tử Vương Chương,[35] ông được tôn làm Quang Văn Tuyên Đức Thái thượng vương.[36][37] Cuối năm 1298, Cao Ly Trung Tuyên Vương Vương Chương do phải đối mặt với các mưu đồ giữa phe của vương hậu người Mông Cổ và một vương hậu người Cao Ly của ông, nhà vua cảm thấy bức xúc bèn trao lại ngai vàng cho phụ thân để chú tâm vào giải quyết những việc rắc rối trước mắt. Thái thượng vương Vương Xuẩn phục vị, trị vì thêm 10 năm nữa thì tạ thế, thọ 73 tuổi.
3. Năm 1392, Cao Ly Cung Nhượng Vương Vương Diêu bị quyền thần Lý Thành Quế bức phải thoái vị để nhường lại ngai vàng cho ông ta[38], thực tế Lý Thành Quế đã nắm giữ quyền lực ở Cao Ly qua mấy đời vua, nhưng sau khi trừ khử được trung thần Trịnh Mộng Chu thì việc thay đổi triều đại này mới chính thức được thực hiện. Lý Thành Quế đăng cơ đổi quốc hiệu là Triều Tiên, còn Cung Nhượng Vương bị giáng làm Cung Nhượng Quân, ban đầu đày đến Wonju, sau đó là Samcheok và mất ở đó, thọ 50 tuổi.[39]
4. Năm 1398, Tĩnh An Đại Quân Lý Phương Viễn đem quân xông vào cung điện gây ra vụ Dược tử chi biến, giết chết thế lực của Thừa tướng Trịnh Đạo Truyện, sau đó ép buộc vua cha là Triều Tiên Thái Tổ phải thoái vị lên làm Thái thượng vương, dời đô về Khai Thành. Tuy nhiên, sau đó Lý Phương Viễn lại tỏ ý không muốn lên ngôi, bèn đưa anh trai thứ 2 là Lý Phương Quả làm vua, tức Triều Tiên Định Tông. Năm 1408, Triều Tiên Thái Tổ mất, thọ 72 tuổi.[40]
5. Năm 1453, Triều Tiên Đoan Tông Lý Hoằng Hạo bị chú ruột là vương gia Lý Nhu tổ chức cuộc "Quý Dậu tĩnh nạn" đẫm máu hạ bệ, thực quyền triều chính đã nằm trong tay vị vương thúc này.[41] Năm 1455, Lý Nhu bức Đoan Tông thoái vị nhường ngôi cho mình, được tôn làm Thượng vương điện hạ và bị quản chế trong cung cấm. Năm 1457, những đại thần trung thành với Đoan Tông tiến hành cuộc "Chính biến Đinh Sửu" nhằm phục vị cho nhà vua. Tuy nhiên, đại sự thất bại khiến vị Thái thượng vương này bị đưa đi lưu đày,[42] cuộc đời của ông kết thúc với việc Triều Tiên Thế Tổ phái sát thủ khóa trái phòng ngủ rồi phóng hỏa, khi đó Lý Hoằng Hạo vừa tròn 17 tuổi.[43][44]
6. Năm 1907, Triều Tiên Cao Tông Lý Mệnh Phúc sau 43 năm ngự trị trên ngôi báu đã bị người Nhật Bản ép buộc phải thoái vị để nhường ngôi cho con trai thứ 4 là Lý Thác,[45] ông lui về làm Thái thượng hoàng được 3 năm thì chế độ quân chủ ở Triều Tiên cũng cáo chung.[46] Năm 1919, vị Hoàng đế đầu tiên của Đế quốc Đại Hàn tạ thế, thọ 66 tuổi.[47][48]